# Vlakke beweging
Een lichaam ondergaat een vlakke beweging als de afstanden van alle punten van dit lichaam tot een bepaald vlak hetzelfde blijven. Indien het lichaam door een vlak evenwijdig met het bewegingsvlak wordt doorsneden, ontstaat er bij een vlakke beweging een doorsnede die in dit evenwijdige vlak beweegt. De beweging kan volledig worden bestudeerd aan de hand van de beweging van die doorsnede in dit evenwijdige vlak. Als de beweging van twee punten van die doorsnede bekend is, kan de beweging van het lichaam volledig worden bepaald.

## Componenten
Een vlakke beweging van een lichaam kan altijd worden beschouwd als de som van : 
1. een vlakke translatie van het lichaam 
 Deze translatie hoeft geeneens een rechtlijnige translatie te zijn.
2. een rotatie om een vaste as door dit punt, die loodrecht staat op het vlak van de beweging. 
 Men neemt meestal geen willekeurig punt maar het massamiddelpunt, omdat het aangrijpingspunt van de zwaartekracht van het hele lichaam daar kan worden gedacht en omdat men van het massamiddelpunt de beweging kent. Het massamiddelpunt beweegt alsof alle krachten daar aangrijpen en alle massa daar is geconcentreerd.

## Voorbeelden
- Een rotatie om een vaste as is een vlakke beweging.
- Een translatie is niet altijd een vlakke beweging.
- Een lichaam dat in een driedimensionale ruimte beweegt onder invloed van een centraal krachtenveld, zal altijd een vlakke beweging uitvoeren. Planeetbanen zijn hiervan een goed voorbeeld.